# Malin Åkerman
Malin Maria Åkerman, född 12 maj 1978 i Oscars församling, Stockholm, är en svensk-amerikansk skådespelare, producent och fotomodell. Åkerman föddes i Stockholm, men hennes föräldrar flyttade när hon var två år till Kanada där hon vuxit upp. Eftersom hon är uppvuxen där och verksam i den engelskspråkiga nordamerikanska filmindustrin, brukar hennes namn skrivas Malin Akerman i filmernas skådespelarlistor.
Åkerman har medverkat i filmer som The Heartbreak Kid, 27 Dresses, Watchmen och Trubbel i paradiset. Hon var nominerad för en Teen Choice Award för bästa skådespelerska i en actionfilm för sin medverkan i Watchmen. Hon medverkade 2016–2019 i 37 avsnitt av den amerikanska TV-serien Billions.

## Biografi
Malin Åkerman föddes i Stockholm som dotter till Magnus och Pia Åkerman (född Sundström) men när hon var två år gammal flyttade familjen till Kanada. Efter föräldrarnas skilsmässa återvände fadern till Sverige, medan hon stannade med modern i Kanada. Hon har tre halvsyskon, ett på moderns sida och två på faderns sida; den yngsta på faderns sida är Jennifer Åkerman. Hon bodde ett kort tag i Niagara-on-the-Lake i Ontario när hon studerade på Parliament Oak Primary School och Niagara District Secondary School men växte annars upp i Toronto. 
Åkerman gjorde modelljobb och var med i reklamfilmer redan som femåring. Hon inledde en karriär som modell, men övergick sedan till skådespelaryrket. 2002 flyttade hon till Los Angeles för att bli skådespelerska. Genombrottet kom när Åkerman spelade Juna i HBO-producerade TV-serien The Comeback 2005. Åkerman har synts som gästskådespelare i många amerikanska TV-serier, bland annat i Entourage. Hon har även varit med i en del filmer, bland annat bröderna Farrellys film The Heartbreak Kid med Ben Stiller.
Hon fick sitt stora genombrott för rollen som Laurie Jupiter/Silk Spectre II i storfilmen Watchmen. Den 25 juni 2009 var Åkerman sommarpratare i Sveriges Radio P1. 
Åkerman har varit sångerska i bandet The Petalstones (tidigare kallat Ozono).
Sin sångtalang fick hon nytta av i huvudrollen i sin första svenska film, den Tomas Ledin-baserade musikalfilmen En del av mitt hjärta (2019).
Tillsammans med Petra Mede programledde hon 2024 års upplaga av Eurovision Song Contest som hölls i Malmö. 

### Familj
Åkerman gifte sig med den italienske musikern Roberto Zincone den 20 juni 2007 och de har tillsammans en son född 2013. Paret separerade 2013 och år 2018 gifte hon om sig med den brittiske skådespelaren Jack Donnelly. Hon pratar svenska, men "tänker på engelska" och får sedan översätta till svenska, och tappar ofta svenska ord. Åkerman har svenskt pass och är inte kanadensisk medborgare. Hon är sedan oktober 2018 amerikansk medborgare.

## Filmografi (i urval)
| Titel                             | År   | Roll                           | Noter |
| --------------------------------- | ---- | ------------------------------ | --- |
| The Skulls                        | 2000 | Coed i Calebs lägenhet         | |
| The Circle                        | 2002 | Tess                           | |
| The Utopian Society               | 2003 | Tanci                          | |
| Harold & Kumar Go to White Castle | 2004 | Liane                          | |
| The Invasion                      | 2007 | Autumn                         | Okrediterad |
| The Brothers Solomon              | 2007 | Tara                           | |
| The Heartbreak Kid                | 2007 | Lila                           | |
| Heartbreak Girl                   | 2007 | Daphne                         | |
| 27 Dresses                        | 2008 | Tess Nichols                   | |
| Bye Bye Sally                     | 2009 | Sally Grimshaw                 | Kortfilm |
| The Proposal                      | 2009 | Gertrude                       | |
| Watchmen                          | 2009 | Laurie Blake / Silk Spectre II | Nominerad—Saturn Award för bästa kvinnliga biroll Nominerad—Teen Choice Award för bästa skådespelerska i en actionfilm |
| Trubbel i paradiset               | 2009 | Ronnie                         | Ingen huvudroll |
| Kärlek i New York                 | 2010 | Annie                          | |
| The Romantics                     | 2010 | Tripler                        | |
| Elektra Luxx                      | 2010 | Trixie                         | |
| The Bang Bang Club                | 2011 | Robin Comley                   | |
| Catch .44                         | 2011 | Tes                            | |
| Wanderlust                        | 2012 | Eva                            | |
| The Giant Mechanical Man          | 2012 | Jill                           | |
| Rock of Ages                      | 2012 | Constance Sack                 | |
| Stolen                            | 2012 | Riley Jeffers                  | |
| Hotel Noir                        | 2012 | Swedish Mary                   | |
| Cottage Country                   | 2013 | Cammie Ryan                    | |
| The Numbers Station               | 2013 | Katherine                      | |
| CBGB                              | 2013 | Debby Harry                    | |
| I'll See You in My Dreams         | 2015 | Katherine Petersen             | |
| The Final Girls                   | 2015 | Nancy / Amanda Cartwright      | |
| Misconduct                        | 2016 | Emily                          | |
| The Ticket                        | 2016 | Sam                            | |
| To the Stars                      | 2019 | Grace Richmond                 | |
| Rampage: Big Meets Bigger         | 2018 | Claire Wyden                   | |
| En del av mitt hjärta             | 2019 | Isabella                       | Första svenska film. Huvudroll.                                                                                        |
| Ett sista race                    | 2023 | Tove                           | |

| Titel                 | År            | Roll              | Noter                                        |
| --------------------- | ------------- | ----------------- | -------------------------------------------- |
| Earth: Final Conflict | 1997          | Avatar            | Episod: "Truth"                              |
| Relic Hunter          | 2000          | Elena             | Episod: "Affaire de Coeur"                   |
| En andra chans        | 2001          | Ramona Dubois     | Episod: "Knockout"                           |
| Doc                   | 2001          | Maddy Dodge       | Episod: "Face in the Mirror"                 |
| Witchblade            | 2001          | Karen Bronte      | Episod: "Conundrum"                          |
| A Nero Wolfe Mystery  | 2002          | Server Girl #11   | Episod: "Poison a la Carte"                  |
| The Comeback          | 2005 och 2014 | Juna Millken      | Huvudroll                                    |
| Love Monkey           | 2006          | Kira Dungen       | Episod: "The One That Got Away"              |
| Entourage             | 2006          | Tori              | Episod: "Strange Days" och "Three's Company" |
| How I Met Your Mother | 2010          | Movie Stella      | Episod: "The Wedding Bride"                  |
| Childrens Hospital    | 2010–2015     | Dr. Valerie Flame | Huvudroll                                    |
| Burning Love          | 2012          | Willow            | Webb-serie                                   |
| Suburgatory           | 2012-2013     | Alex              | Återkommande roll                            |
| Trophy Wife           | 2013–2014     | Kate              | Huvudroll                                    |
| Sin City Saints       | 2015          | Dusty Halford     | Huvudroll                                    |
| Billions              | 2016–2019     | Lara Axelrod      | Huvudroll                                    |
| Dollface              | 2019          | Celeste           |                                              |